# ヴェストファーレン (戦艦)

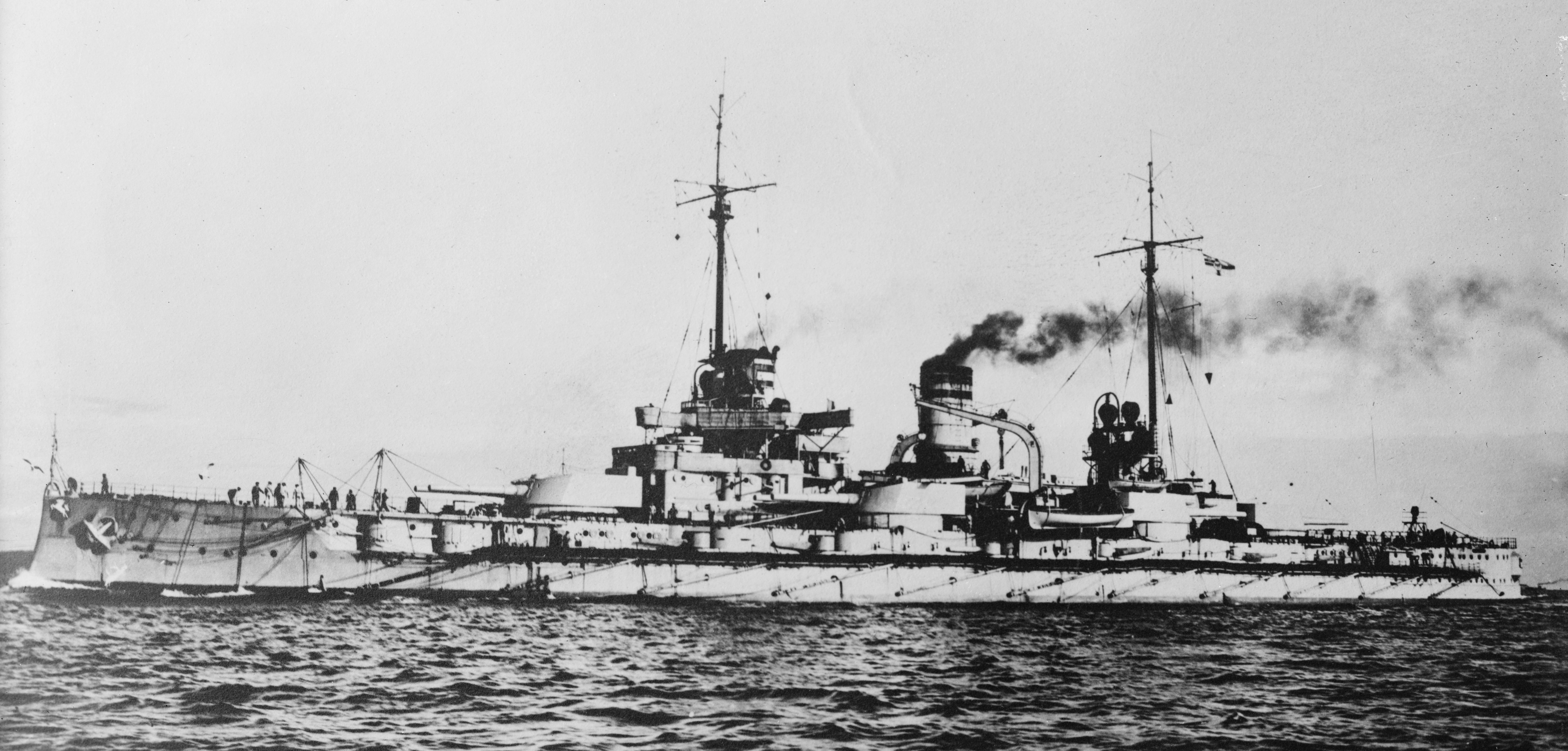
左舷側から撮影された「ヴェストファーレン（SMS Westfalen）」。

ヴェストファーレン (SMS Westfalen) はドイツ帝国海軍初の弩級戦艦であるナッサウ級の1隻。

## 艦歴
「ヴェストファーレン」はザクセン級装甲フリゲート「ザクセン」の代艦として、仮称エルザッツ・ザクセン (Ersatz Sachsen) として発注された。国会は1906年3月末に秘密裏に「ナッサウ」と「ヴェストファーレン」の資金を供給したが、武装や装甲の入手のため「ヴェストファーレン」の建造は遅れた。ブレーメンのAGヴェーザー造船所で1907年8月12日起工。「ナッサウ」と共に建造はすばやく極秘に進められ、兵士が造船所やクルップ社のような資材の供給元を警護した。1908年7月1日に進水し、最終儀装のため造船所従業員によって1909年中旬にキールに回航された。その時期のヴェーザー川の水深が浅かったため、吃水をあげるため6個の浮きが取り付けられた。それでも川を通過できたのは3度目であった。
就役前の1909年10月16日、「ヴェストファーレン」はカイザー・ヴィルヘルム運河の3つ目の閘門群の開通式典に参加した。それからちょうど1ヵ月後、「ヴェストファーレン」は就役し公試を開始したが、1910年2月の艦隊演習の際のみ中断された。5月3日に公試が完了すると、「ヴェストファーレン」は大洋艦隊第1戦艦戦隊に配属され、二日後には前弩級戦艦「ハノーファー」にかわって戦隊の旗艦となった。海軍は「ヴェストファーレン」を第2戦艦戦隊に移すつもりであったが、その計画は1914年7月の第一次世界大戦勃発後に破棄された。

### 第一次世界大戦
「ヴェストファーレン」は戦争中に行われた艦隊の北海への出撃の大半に参加した。最初の作戦はフランツ・フォン・ヒッパー少将の巡洋艦部隊を中心に実行された。それらは1914年12月15、16日にイギリス沿岸の町スカーバラ、ハートルプールおよびウィトビーを砲撃。「ヴェストファーレン」およびその同型艦3隻と8隻の前弩級戦艦からなるドイツの戦闘艦隊も巡洋戦艦支援のため出撃した。12月15日夕刻、戦闘艦隊は単独で行動中の戦艦6隻からなるイギリス戦隊の10海里以内に接近。暗闇の中での双方の護衛の駆逐艦の衝突が、ドイツ側指揮官フリードリヒ・フォン・インゲノール(de:Friedrich von Ingenohl)提督にグランドフリート全軍が前方に展開しているという確信を抱かせた。そして、皇帝ヴィルヘルム2世の命令に従いインゲノールは戦闘を打ち切って艦隊を帰投させた。1915年3月末、「ヴェストファーレン」は定期整備のためドック入りした。

#### リガ湾の戦い
1915年8月、陸軍が計画していたリガ攻撃を援護するため、ドイツ艦隊はロシアが保持するリガ湾制圧を試みた。その実現のため作戦の計画者たちは、戦艦「スラヴァ」や小型の砲艦、駆逐艦を含む湾内のロシア海軍戦力を追い払うか壊滅させることを企図した。ドイツ艦隊は複数の機雷戦艦艇を伴っており、それらはまずロシアの機雷原を除去し次いでロシア海軍の増援が来援するのを阻止するために湾北の入り口に機雷を敷設するという任務を負っていた。動員された艦隊には「ヴェストファーレン」の他その同型艦3隻やヘルゴラント級戦艦4隻、巡洋戦艦「フォン・デア・タン」、「モルトケ」、「ザイドリッツ」、複数の前弩級戦艦が含まれていた。艦隊の指揮をとるのは中将に昇進していたフランツ・フォン・ヒッパーであった。8隻の戦艦はロシア艦隊と交戦する部隊を援護することになっていた。8月8日に行われた最初の作戦は機雷の掃海に時間がかかりすぎたため中止された。
1915年8月16日、2度目の湾への侵入が試みられた。「ナッサウ」と「ポーゼン」、軽巡洋艦4隻と水雷艇31隻はどうにかロシア軍の防御を破った。攻撃初日、ドイツの掃海艇「T46」と駆逐艦「V99」が沈んだ。翌日「ナッサウ」と「ポーゼン」は「スラヴァ」と交戦。3発の命中弾を与えてスラヴァを撤退させた。8月19日までにロシアの機雷原は処理され、艦隊は湾内へと入った。しかし、連合国潜水艦が存在するとの報告があったことからドイツ軍は翌日作戦を打ち切った。

#### 北海へ戻って
8月末、「ヴェストファーレン」は他の大洋艦隊の艦と共に北海の泊地に戻った。次の作戦は9月11、12日に行われた北海への出撃であるが、このときはなにも起こらなかった。10月21、22日にも出撃があったが、このときもドイツ艦隊はイギリス軍とは遭遇しなかった。1916年4月21、22日の北海での出撃時も同様であった。続いてその二日後には砲撃作戦があった。「ヴェストファーレン」は4月24、25日のヤーマス。ローストフト砲撃で、砲撃を行うヒッパーの巡洋戦艦を支援する戦艦部隊に加わった。作戦中、巡洋戦艦「ザイドリッツ」が触雷して引き返した。作戦は視界不良のためすぐに中止され、イギリス艦隊がドイツ艦隊を迎撃する時間は無かった。

#### ユトランド沖海戦
インゲノールやフーゴー・フォン・ポール(de:Hugo von Pohl)の後を継いで艦隊司令官となったラインハルト・シェアはすみやかにイギリス沿岸への次の攻撃を計画した。しかし「ザイドリッツ」の損傷や第3戦艦戦隊所属戦艦の復水器のトラブルのため作戦開始は1916年5月末まで遅れた。5月31日3時30分、ドイツ艦隊はヤーデ湾から出撃した。「ヴェストファーレン」はW・エンゲルハルト少将麾下の第1戦艦戦隊第2部隊に配属されていた。この部隊は弩級戦艦部隊では艦隊の中で最後尾に位置しており、その中でも「ヴェストファーレン」は同型艦3隻の後ろに続いていた。その後方には第2戦艦戦隊の前弩級戦艦が続いていた。
17時48分から17時52分の間「ヴェストファーレン」を含め11隻のドイツ弩級戦艦がイギリスの第2軽巡洋艦船隊と交戦したが、距離や視界不良が有効な射撃を妨げ、戦闘はすぐに終わることになった。18時5分、「ヴェストファーレン」は再び砲撃を開始した。このときの目標はおそらくイギリス軽巡洋艦「サウサンプトン」である。およそ18000メートルと近距離であったが、「ヴェストファーレン」の砲撃は命中しなかった。このころシェーアはイギリス艦艇追撃のため最大速度を要求しており、「ヴェストファーレン」は20ノットを出した。シェーアが西に向かえと言う信号を出した19時30分までにはドイツ艦隊はグランドフリートと相対しており、反転した。その際ドイツの艦列は逆になった。それにより「ヴェストファーレン」の部隊は先頭になるはずであるが、「ヴェストファーレン」艦長Redlichは、第2部隊は定位置から外れており先頭の位置を推定して回頭した、と述べている。
21時20分ごろ、「ヴェストファーレン」やその同型艦はイギリス第3巡洋戦艦戦隊の巡洋戦艦との交戦を開始した。それからすぐ後2つの雷跡が発見されたが、それは誤認だと判明した。次いで、「ヴェストファーレン」などは第1偵察群の巡洋戦艦を前へ出すため速度を落さなければならなかった。22時ごろ、「ヴェストファーレン」と「ラインラント」から、暗闇の中で所属不明の軽快部隊が集結しているのが視認された。探照灯による誰何が無視されると、2隻は発射されたかもしれない魚雷を回避するため右に回頭した。そして、第1戦艦船隊の残りの艦もそれに続いた。短時間の遭遇の間にヴェストファーレンは約2分30秒の間に7発の28cm砲弾を発射した。このときシェーアは前弩級戦艦よりも魚雷に対する防御力を持った艦を欲しており、「ヴェストファーレン」は再び艦隊を守る位置に着いた。
0時30分ごろ、ドイツの戦列の先頭部隊はイギリス巡洋艦および駆逐艦と遭遇。至近距離での激しい砲戦が起こった。「ヴェストファーレン」は駆逐艦「ティッペラリー」に対して距離1800メートルで15cmおよび8.8cm砲をもって砲火を開いた。「ヴェストファーレン」の最初の砲撃は「ティッペラリー」の艦橋と前部の砲を破壊した。「ヴェストファーレン」は5分間で15cm砲弾92発と8.8cm砲弾55発を発射し、それから発射されたかもしれない魚雷回避のため右に90度回頭した。「ナッサウ」や複数の巡洋艦、駆逐艦も「ティッペラリー」攻撃に加わり、「ティッペラリー」はすぐに炎上する残骸と化したが、それもなお後部の砲は砲撃を続け、2本の魚雷を発射した。イギリス駆逐艦の1隻は4インチ砲で「ヴェストファーレン」の艦橋に命中弾を与え、それによって死者2名と負傷者8名がでた。また、艦長Redlichも軽傷を負った。0時50分に「ヴェストファーレン」はイギリス駆逐艦「ブローク」を発見し、短時間副砲で交戦した。このときは「ヴェストファーレン」は約45秒間に15cm砲弾13発と8.8cm砲弾13発を発射した。「ブローク」は巡洋艦「ロストック」などとも交戦し、すくなくとも7発の命中弾があり42名が死亡、6名が行方不明となり34名が負傷した。1時過ぎに「ヴェストファーレン」の探照灯はイギリス駆逐艦「フォーチュン」を捕らえ、「ヴェストファーレン」と「ラインラント」からの攻撃により「フォーチュン」はすぐに大破し炎上した。
夜戦の蛮行にもかかわらず、大洋艦隊はイギリス駆逐艦部隊を突破し6月1日4時までにはホーンズリーフにたどり着いた。「ヴェストファーレン」を先頭にして、数時間後にはドイツ艦隊はヴィルヘルムスハーヘンに着いた。そこで、「ヴェストファーレン」とその同型艦2隻は停泊地の外の防御位置についた。ユトランド沖海戦で「ヴェストファーレン」は28cm砲弾51発、15cm砲弾176発と8.8cm砲弾106発を発射した。修理はヴィルヘルムスハーフェンで速やかに行われ、6月17日に完了した。

#### 1916年8月の出撃
8月18日から22日にはまた別の艦隊出撃があった。このときはビーティの巡洋艦部隊を誘い出して撃滅することを目的として第1偵察群の巡洋戦艦がサンダーランドを砲撃する予定であった。4隻の巡洋戦艦のうち戦闘可能なのは2隻のみであったため、作戦のため3隻の戦艦「マルクグラーフ」、「グローサー・クルフュルスト」、「バイエルン」が偵察群に配属された。大洋艦隊（「ヴェストファーレン」は戦列の後ろに位置していた）は、後方からついて行き支援を行う予定であった。しかし、8月19日6時に「ヴェストファーレン」はテルスヘリングの北およそ55海里でイギリス潜水艦「E23」の雷撃を受けた。約800トンの浸水があったが水雷隔壁は浸水を抑えた。損傷した「ヴェストファーレン」を港まで護送するため水雷艇3隻が艦隊から派遣された。「ヴェストファーレン」は14ノットで帰還した。イギリス側はドイツの計画を察知しておりグランドフリートが出撃。その接近を知ったシェアはグランドフリートとの交戦を避け撤収した。「ヴェストファーレン」の修理には9月26日まで要した。
修理後「ヴェストファーレン」は短期間訓練のためバルト海へ行き、北海には10月4日に戻った。10月19、20日、艦隊は出撃しドッガーバンクまで進出した。1917年の大半は「ヴェストファーレン」は港にとどまった。バルト海でのアルビオン作戦にも参加しなかったが、あるかもしれないイギリス軍の侵攻を阻止するためオーベンロー沖に配置されていた。

#### フィンランド遠征

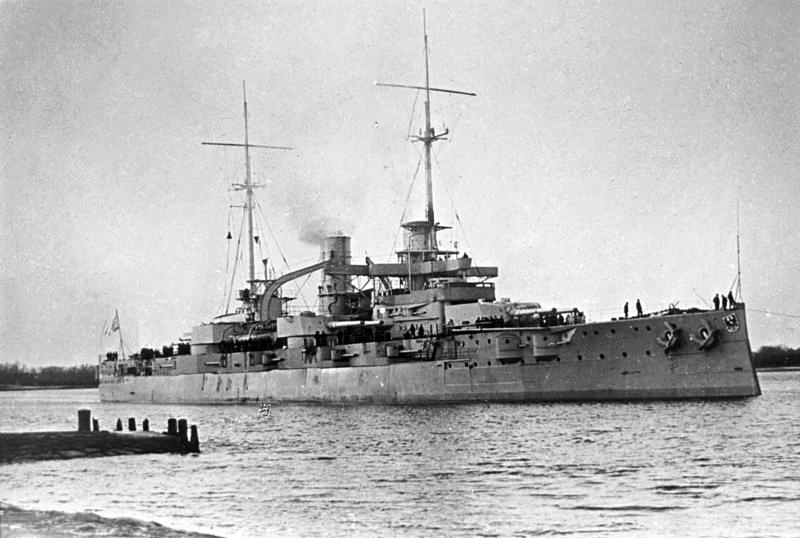
「ラインラント」

1918年2月22日、「ヴェストファーレン」と「ラインラント」はフィンランドへ行き現地に展開するドイツ陸軍を支援する任務を与えられた。当時フィンランドは内戦中であった。2隻は2月23日に第14猟兵大隊を乗せ、翌日早くにオーランド諸島へ向け出発した。オーランド諸島は前進基地となる予定であり、そこからハンコの港を制圧し、次いで首都ヘルシンキを攻撃することになっていた。任務部隊は3月5日にオーランド諸島に到着したが、そこでスウェーデンの海防戦艦「スヴァリイェ」、「トール」、「オスカル2世」と遭遇した。交渉の結果ドイツ兵は3月7日にオーランドに上陸し、「ヴェストファーレン」はダンツィヒに戻った。
3月31日までダンツィヒにとどまり、それから「ヴェストファーレン」は戦艦「ポーゼン」と共にフィンランドへ向かい、4月3日にハンコの外延部の防御拠点であるRussaröに着いた。ドイツ陸軍はすぐに港を掌握した。それから任務部隊はヘルシンキへ向かった。4月9日、侵攻部隊を組織するため「ヴェストファーレン」はレバル沖で立ち止まった。2日後、「ヴェストファーレン」はヘルシンキの港に入って兵士を上陸させ、その前進を主砲で援護した。3日以内で赤衛軍は撃破された。「ヴェストファーレン」は白衛軍が4月30日までヘルシンキにとどまった。そのときまでにフィンランドを統治する白衛軍の政府ができていた。
この作戦後「ヴェストファーレン」は北海に戻り、第1戦艦戦隊に復帰した。8月11日、「ヴェストファーレン」、「ポーゼン」、「カイザー」、「カイゼリン」は哨戒部隊支援のためテルスヘリングへ向かった。その途中で「ヴェストファーレン」のボイラーに重大な損傷が発生し速力が16ノットに低下した。帰還後「ヴェストファーレン」は退役し、砲術練習艦となった。

### 戦後
1918年11月のドイツの崩壊後、休戦協定に従い大洋艦隊の大半はスカパ・フローに抑留されたが、ドイツ海軍で一番古い弩級戦艦であるナッサウ級の4隻はその中に含まれず、そのためドイツの港にとどまっていた。抑留された艦隊は1919年6月21日に自沈した。
スカパ・フローでの艦隊自沈の結果、連合国は沈んだ艦の代替を要求。「ヴェストファーレン」は1919年11月5日に除籍され、Dという名称で1920年8月5日に連合国に引き渡された。そして、バーケンヘッドの解体業者に売却され1924年までに解体された。